# La Pobla de Vallbona
La Pobla de Vallbona (em valenciano e oficialmente) ou Puebla de Vallbona (em castelhano) é um município da Espanha na província de Valência, Comunidade Valenciana. Tem 33,1 km² de área e em 2021 tinha 25 275 habitantes (densidade: 763,6 hab./km²).

## Demografia
| Variação demográfica do município entre 1991 e 2004[carece de fontes?] | Variação demográfica do município entre 1991 e 2004[carece de fontes?] | Variação demográfica do município entre 1991 e 2004[carece de fontes?] | Variação demográfica do município entre 1991 e 2004[carece de fontes?] |
| ---------------------------------------------------------------------- | ---------------------------------------------------------------------- | ---------------------------------------------------------------------- | ---------------------------------------------------------------------- |
| 1991                                                                   | 1996                                                                   | 2001                                                                   | 2004                                                                   |
| 8004                                                                   | 9871                                                                   | 12938                                                                  | 15160                                                                  |